# Imperfecte concurrentie
In de economische theorie is imperfecte concurrentie in een markt de competitieve situatie, waar niet aan de noodzakelijke voorwaarden voor perfecte concurrentie wordt voldaan. Het is een marktstructuur die niet aan de voorwaarden van perfecte concurrentie voldoet.
Vormen van imperfecte concurrentie zijn:
- Monopolie, waar sprake is van slechts één verkoper van een goed.
- Oligopolie, waar sprake is van een klein aantal verkopers.
- Monopolistische concurrentie, waarin er veel verkopers zijn die zeer gedifferentieerde goederen produceren.
- Monopsonie, waar er slechts één koper van een goed is.
- Oligopsonie, waar sprake is van een klein aantal kopers.
- Informatieasymmetrie, waar één concurrent het voordeel heeft van betere informatie dan de rest.

Er kan sprake zijn van imperfecte concurrentie als gevolg van een vertraging in de markt. Een voorbeeld is de "jobless recovery". Na een recessie zijn er vele groeimogelijkheden beschikbaar, maar het kost werkgevers tijd om te reageren, wat tot hoge werkloosheid leidt. Hoge werkloosheid doet de lonen relatief dalen, waardoor het inhuren van arbeid aantrekkelijker maakt, maar het kost tijd voordat er nieuwe banen worden gecreëerd.